# Psarocolius oleagineus
Psarocolius oleagineus, "grönnäbbad oropendola", är en fågelart i familjen trupialer inom ordningen tättingar. Den betraktas oftast som underart till rostryggig oropendola (Psarocolius angustifrons), men urskiljs sedan 2016 som egen art av Birdlife International och IUCN.
Fågeln förekommer enbart i kustnära bergstrakter i norra Venezuela samt bergsområdet Aragua. Den kategoriseras av IUCN som livskraftig.